# Julie Doe
"Julie Doe" es el apodo dado a una mujer transgénero que se cree que fue asesinada en Clermont, Florida, en 1988. No se ha establecido la identidad de la víctima ni la identidad de los involucrados en su muerte. Se creía que la víctima era mujer hasta que una prueba de ADN en 2015 reveló su sexo biológico.

## Descubrimiento
Los restos en avanzado estado de descomposición, de una persona caucásica de entre 24 y 35 años, fueron encontrados al costado de una carretera en el área boscosa de "Green Swamp" en Clermont, condado de Lake, Florida, el 25 de septiembre de 1988. Un hombre que buscaba madera para hacer unos muebles de jardín caseros hizo el descubrimiento. El cuerpo había sido arrastrado a un área oculta de maleza, a varios metros de la carretera de County Road 474, no lejos de la frontera entre los condados de Lake y Polk.
Llevaba una camiseta de tirantes de color verde azulado y una falda larga de tela vaquera lavada al ácido. Los pantis que usaba estaban bajados parcialmente y la falda levantada, lo que sugiere que pudo haber sufrido una violación o intento de violación. No se encontraron zapatos, joyas u otros artículos personales en la escena, incluidas formas de identificación. Los investigadores sospechan un asesinato debido a las circunstancias y ubicación del cuerpo.
Según el estado del cadáver, se estimó que habría muerto entre dos semanas y ocho meses antes del descubrimiento. Los restos no estaban en condiciones reconocibles.

## Examen
A la mañana siguiente del hallazgo, William R. Maples realizó la autopsia en el Laboratorio de Identificación Humana de CA Pound en Gainesville, Florida. La causa de muerte no fue evidente y permanece no esclarecida.
El cabello naturalmente castaño era largo y teñido de color rubio. Tenía uñas largas y cuidadas, tal vez postizas. Se identificaron antiguas fracturas curadas en los dedos de los pies, uno de los pómulos, una costilla y probablemente la nariz. Medía 1,78 a 1,80 m, pesando entre 68 y 80 kg. También se había sometido a cirugías estéticas. Tenía prótesis mamarias de silicona de 250 cc, que parecerían proporcionales a la constitución "atlética" de la víctima. El procedimiento pudo haberse realizado en Atlanta, Georgia; Miami, Florida; Nueva Orleans, Luisiana; en Nueva York o California. Se cree que la cirugía de reasignación de sexo ocurrió alrededor de 1984, debido al hecho de que los implantes dejaron de fabricarse a finales de 1983. Al parecer, se sometió a una rinoplastia, que pudo deberse a la lesión que sufrió en la nariz. Inicialmente se pensó que había dado a luz al menos una vez, según la evidencia de hoyuelos en la pelvis, pero luego atribuidos a cambios hormonales.
Inicialmente se creía que la víctima era una mujer cisgénero hasta que una prueba de ADN en 2015 mostró cromosomas XY, lo que reveló que había nacido hombre y había hecho la transición o estaba en proceso de transición, según las cirugías estéticas a las que se había sometido.  Además, estaba tomando medicamentos de reemplazo hormonal, lo que provocó cambios en los huesos pélvicos, lo que al creerla mujer llevó a la suposición previa de que tenía un historial de embarazo.

## Investigación
Poco después de que se descubrieron los restos, se tomaron sus huellas dactilares con la esperanza de identificar a la víctima, y se creó un boceto inicial para representar una aproximación de su apariencia en vida. Después del descubrimiento de que Julie Doe era una mujer transgénero, el departamento del sheriff encargó que se creara un nuevo boceto forense a partir del cráneo; El detective retirado y artista forense Stephen Fusco creó la imagen. Este fue también el momento en que recibió su apodo. Los estudiantes que examinaron los restos seleccionaron el nombre "Julie" de la película de temática LGBT To Wong Foo, Thanks for Everything! Julie Newmar.
En julio de 2018, la Universidad del Sur de Florida en Tampa realizó pruebas isotópicas, en muestras del cráneo de la difunta, para identificar posibles ubicaciones de nacimiento, crianza y residencia. Los resultados sugirieron que la víctima era originaria del sur de Florida. Un sargento que trabajaba en el caso expresó la posibilidad de que la víctima haya pasado por desafíos relacionados con la difícil condición de ser una mujer transgénero durante la década de 1980. Otros han explicado que el distanciamiento familiar o el repudio pueden haber influido en su condición de no identificada. Como ninguna persona desaparecida en esta región coincidía con su descripción, su desaparición probablemente no fue denunciada.
Los investigadores buscaron los servicios del Proyecto DNA Doe, que se especializa en identificar posibles familiares de personas sin identificar a través de la genealogía genética. Dos intentos, financiados por la agencia investigadora, de extraer suficiente ADN de los huesos no tuvieron éxito. Posteriormente, la organización comenzó a recaudar fondos para un tercer intento en noviembre de 2018, que tampoco logró generar un archivo utilizable. En enero de 2020, se obtuvo con éxito una muestra adecuada para la investigación genealógica después de consultar a un cuarto laboratorio.
Los voluntarios del Proyecto DNA Doe, Lee y Anthony Redgrave, fundaron en 2018 The Trans Doe Task Force para abogar por las víctimas no identificadas que eran transgénero. La pareja expresó su preocupación de que la investigación de genealogía genética pueda revelar el nacimiento y/o el nombre legal de un difunto, pero puede no proporcionar qué condición prefirió el individuo durante su vida. Uno de los objetivos del grupo de trabajo es investigar, después de una identificación, cómo se identificó el sujeto para evitar el deadnaming.